# 8665 Даун-Ейфель
8665 Даун-Ейфель (8665 Daun-Eifel) — астероїд головного поясу, відкритий 8 квітня 1991 року.
Тіссеранів параметр щодо Юпітера — 3,543.